# アルン・ワチャラサワット
アルン・ワチャラサワット（タイ語:อรุณ วัชรสวัสดิ์、英語:Arun Watcharasawat、1947年 - ）は、タイ王国の政治風刺漫画の漫画家。

## 略歴
シラパコーン大学卒業。タイの英語日刊紙『ネーション』などの政治漫画家。現在、アユタヤ銀行、GMMグラミー社顧問。

## 作品
- ネーション紙 風刺画
- テレビ番組作成 「都の事件記録」、「鏡にうつしたタイ」